# 오를란도 디 라소

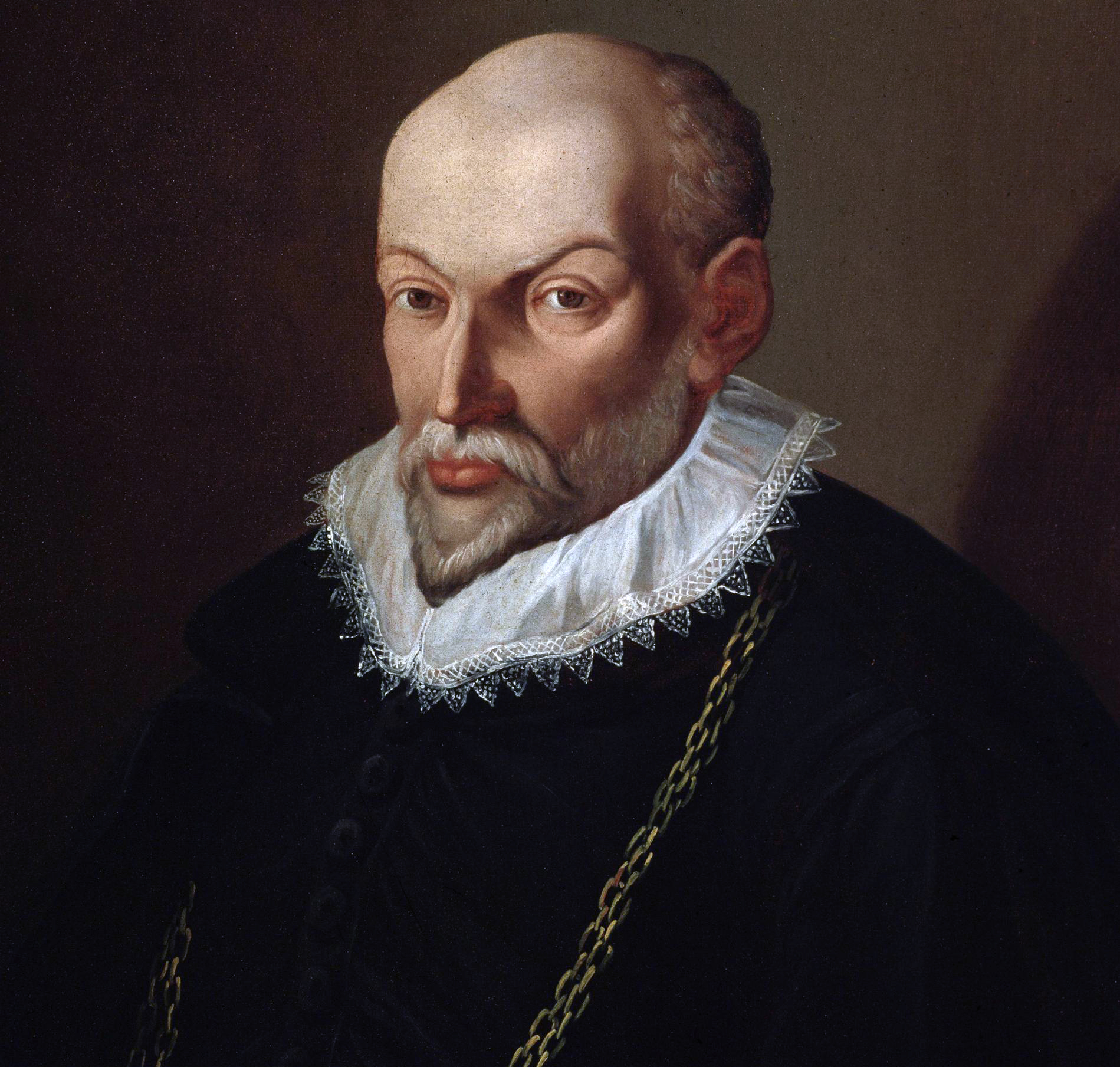
볼로냐의 Civico Museo Bibliografia Musicale가 소장한 오를란도 디 라소의 초상화.

오를란도 디 라소(Orlando di Lasso, 1532년 경 ~ 1594년)는 벨기에의 음악가이다.
비상한 다작가로 그의 작품은 성악곡이 중심이나 오늘날에도 2천곡 이상이 남아 있다. 미사, 모테토 등의 종교곡, 리트, 샹송과 같은 세속곡 등 다양한 분야에서 활약하였으며, 특히 그 폴리포닉한 모테토는 기법과 내용에서 그 시대의 정점이었다. 프랑스 국경에서 가까운 몽에서 태어나, 성가대원을 거친 뒤 이탈리아로 가서 1564년에 뮌헨의 궁정악장으로 초빙되어 정주하다가 아쉬움을 남긴 채 세상을 떠났다.